# Spinimegopis mediocostata
Spinimegopis mediocostata är en skalbaggsart som först beskrevs av J. Linsley Gressitt 1950.  Spinimegopis mediocostata ingår i släktet Spinimegopis och familjen långhorningar. Inga underarter finns listade i Catalogue of Life.